# Igazság és Fejlődés Pártja
Az Igazság és Fejlődés Pártja (törökül Adalet ve Kalkınma Partisi, AKP) Törökország szélsőjobboldali, konzervatív, iszlamista kormányzó pártja, amely liberális piacpolitikát folytat és szorgalmazza Törökország európai uniós csatlakozását. A párt a 2007-es választásokon a szavazatok 47%-ával többséget szerzett a török parlamentben, köztársasági elnöknek Abdullah Gült jelölték. Az ellenzéki párt, az Atatürk-alapította CHP ezt megvétózta, arra hivatkozva, hogy nem lehet az atatürki állam feje olyan politikus, akinek a felesége muszlim fejkendőt hord.

## Történelem

### Alapítás
A pártot 2001-ben alapították különböző pártok egykori politikusai. A legtöbben az iszlamista Erény Pártja reformer szárnyából jöttek: Abdullah Gül és Bülent Arınç voltak ennek az irányzatnak a képviselői, míg a második legfőbb csoport a szociálkonzervatív Turgut Özal vezette Haza Pártjából jött, aminek Cemil Çiçek és Abdülkadir Aksu voltak a legismertebb képviselői. A párt magát eredetileg liberális konzervatív, konzervatív liberális, gazdasági liberális, európapártinak és jobbközépnek jellemezte.
Mások mint Hüseyin Çelik és Köksal Toptan az Igaz Út Pártjából jött. Más alapítóknak mint Kürşad Tüzmennek vagy Ertuğrul Günaynak nacionalista, balközép nézeteik voltak.[forrás?]

## Külső hivatkozások
- A párt honlapja